# Music to Ease Your Disease
Music to Ease Your Disease è un album in studio del pianista jazz statunitense Horace Silver, pubblicato nel 1988.

## Tracce
1. Prologue
2. Hangin' Loose
3. The Respiratory Story
4. Tie Your Dreams to a Star
5. Music to Ease Your Disease
6. The Philanthropic View
7. What is the Sinus Minus
8. Epilogue

## Formazione
- Horace Silver - piano
- Clark Terry - tromba, flicorno
- Junior Cook - sassofono tenore
- Ray Drummond - basso
- Billy Hart - batteria
- Andy Bey - voce